# Basharat Mirbabaeva
Basharat Mirbabayeva (en ruso: Башарат Тулягановна Мирбабаева, en uzbeko: Bashorat To‘laganovna Mirboboyeva; Almatý, Imperio ruso, 5 de diciembre de 1916 - Taskent, Uzbekistán 20 de marzo de 2010) fue una operadora de locomotoras en la República Socialista Soviética de Uzbekistán. Además de ser la primera mujer en Uzbekistán en conducir un tren, también fue la primera mujer uzbeka en lanzarse en paracaídas desde un avión.

## Biografía

### Infancia y juventud
Nacida en Almaty el 5 de diciembre de 1916. Poco se sabe sobre sus primeros años de vida o incluso sobre cuándo se mudó a la República Socialista Soviética de Uzbekistán antes de saltar a la fama. A mediados de la década de 1930 asistió al club de vuelo local mientras trabajaba como operadora de radio en el ferrocarril en Taskent. En el club de vuelo, su instructor fue Abdusamat Taimetov, el primer piloto uzbeko. En agosto de 1935 se convirtió en la primera mujer uzbeka en lanzarse en paracaídas desde un avión.

### Carrera ferroviaria
En 1937 se graduó de la formación para ser asistente de conductor de locomotoras de vapor. Antes de estudiar para convertirse en maquinista principal de locomotoras, Lázar Kaganóvich instó a las mujeres a capacitarse para conducir locomotoras de vapor, por lo que se capacitó junto con otras 26 trabajadoras ferroviarias en Asia Central que ingresaron a la capacitación para convertirse en maquinistas de ferrocarril.En 1939 condujo por primera vez una locomotora de vapor como conductora principal.Poco después creó una brigada de locomotoras de mujeres para apoyar el esfuerzo bélico durante la Segunda Guerra Mundial.Durante la guerra, dirigió las entregas de suministros desde la República Socialista Soviética de Uzbekistán al frente. Una vez, el 21 de diciembre de 1941, conducía una locomotora de vapor con una delegación para visitar a los soldados uzbekos en el frente, entre los que se encontraba el presidente de la República Socialista Soviética de Uzbekistán, Yuldash Akhunbabaev. El 11 de abril de 1943 representó a las mujeres uzbecas en una manifestación de madres y esposas de soldados de combate. Un día antes del final de la guerra, su marido fue asesinado.
Después de la guerra continuó trabajando como maquinista de ferrocarril y pasó a conducir una locomotora diésel. En 1951, una fotografía suya tomada en el depósito ferroviario de Taskent se convirtió en la portada de un número de la popular revista Ogoniok.

### Jubilación y muerte
Inicialmente, después de retirarse de la conducción de locomotoras, se dedicó a la educación patriótica con los jóvenes. Después de la caída de la Unión Soviética cayó en el olvido y no fue celebrada en Uzbekistán hasta después de la era Islam Karimov. Murió en Taskent en marzo de 2010.